# Gare de La Chaussée-Saint-Victor
Gare de La Chaussée-Saint-Victor – przystanek kolejowy w La Chaussée-Saint-Victor, w departamencie Loir-et-Cher, w Regionie Centralnym, we Francji.
Jest przystankiem kolejowym Société nationale des chemins de fer français (SNCF), obsługiwanym przez pociągi TER Centre, kursujące między Blois i Orleanem.